# 孤独のメッセージ
「孤独のメッセージ」（Message in a Bottle）は、ポリスの楽曲である。2作目のアルバム『白いレガッタ』の先行シングル。
シングル「ロクサーヌ」、「キャント・スタンド・ルージング・ユー」及びアルバム『アウトランドス・ダムール』のヒットを受け、A&Mは2作目のアルバム制作を許可する。その中の収録曲が「孤独のメッセージ」である。
歌詞は、表向きは遭難者について歌っている。遭難者は助けを呼ぼうとボトルメール (Message in a bottle) を送っている。それから長い時を経て、海岸には非常に多くの助けを求めるボトルメールが来てしまい、遭難者は目を疑うという内容である。転じて、メッセージは人間は誰しも孤独であり、疎外感を抱いているということである、と作曲したスティングは述べている。自分は孤独だというメッセージを他人へ送ると、自分も孤独であるというメッセージが戻ってくるのである。
イギリスでは自身初のナンバーワンヒットとなった。しかし、アメリカにおいては74位までしか上昇しなかった。ライヴ版が「ポリス・ライヴ」のディスク1（1979年11月、ボストン録音）とディスク2（1983年11月、アトランタ録音）の両方に収録されている。
『ローリング・ストーン誌が選ぶオールタイム・グレイテスト・ギター・ソングス100』に於いて、65位にランクイン。

## 収録曲

### 7インチ A&M / AMS 7474
1. 孤独のメッセージ - 3:50
2. ランドロード - 3:09

## クレジット
- スティング - ベースギター、フレットレスベース、アップライトベース、リード・ボーカル、バッキング・ボーカル
- アンディー・サマーズ - リードギター、バッキング・ボーカル
- スチュワート・コープランド - ドラムス、パーカッション、バッキング・ボーカル

## 参考書籍
- クリス・ウェルチ『ザ・ポリス/スティング全曲解説』丸山京子訳、シンコーミュージック、1996年、43-44ページ

| 先代 ゲイリー・ニューマン「カーズ」 | イギリス ナンバーワンシングル 1979年9月29日 | 次代 バグルス「ラジオ・スターの悲劇」 |